# چرنوو اونده

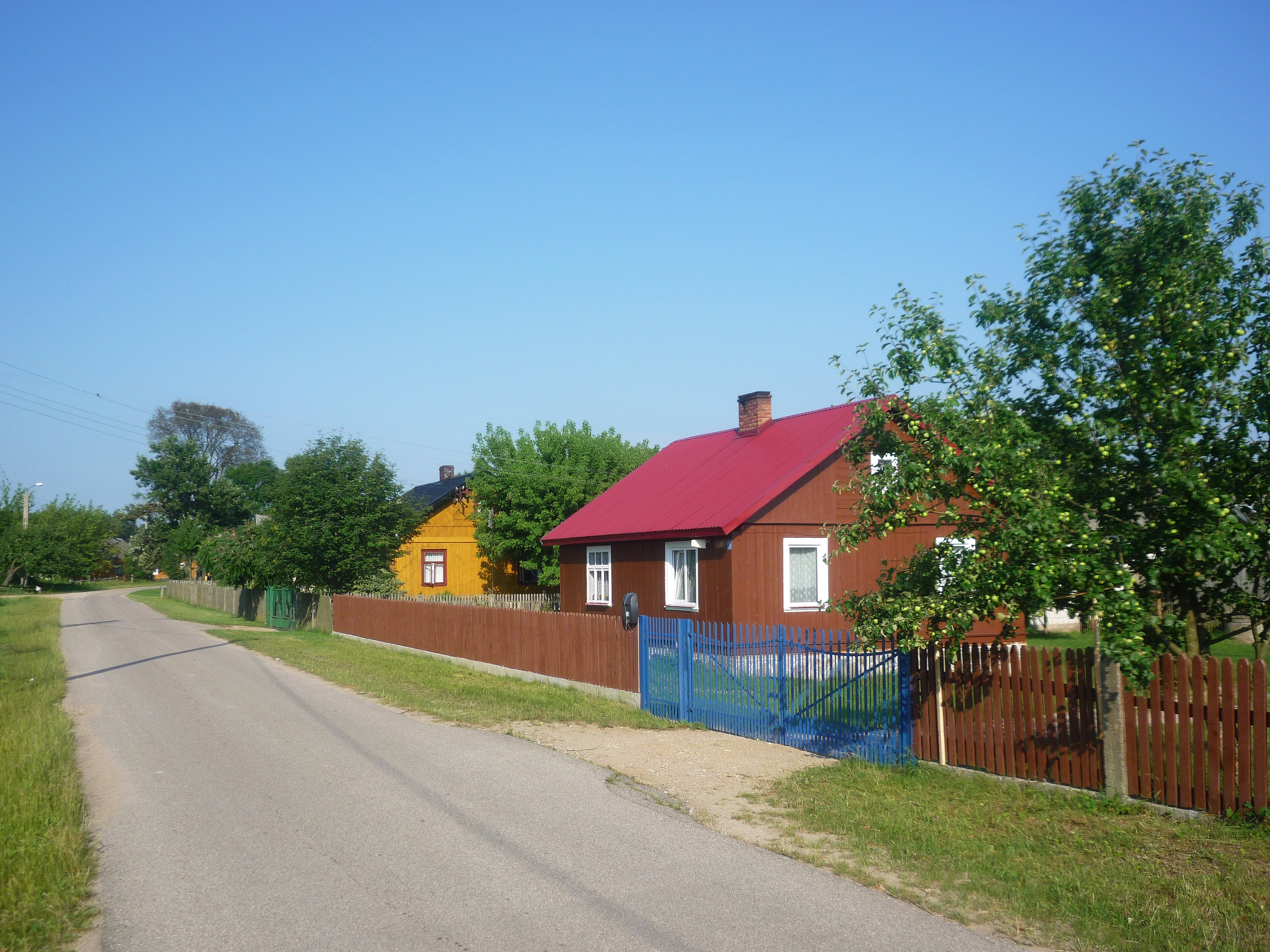
نمایی از روستا

چرنوو اونده (لهستانی: Czarnowo-Undy) یک روستا در شمال‌شرق لهستان است که در ناحیه اداری گمینا کوواکی کوشچیلنه در شهرستان زامبروف در استان پودلاسکی واقع شده‌است.